# رادنی گرین (بازیکن فوتبال)
رادنی گرین (انگلیسی: Rodney Green; ۲۴ ژوئن ۱۹۳۹ – ۲۱ نوامبر ۲۰۱۸) بازیکن فوتبال اهل بریتانیا بود.
از باشگاه‌هایی که در آن بازی کرده‌است می‌توان به باشگاه فوتبال برافورد پارک آونیو، باشگاه فوتبال چارلتون اتلتیک، باشگاه فوتبال لوتون تاون، باشگاه فوتبال گیلینگام، باشگاه فوتبال گریمزبی تاون، باشگاه فوتبال واتفورد، و باشگاه فوتبال برادفورد سیتی اشاره کرد.